# Indbygger
Indbygger er betegnelsen for en person, som bor et sted indenfor et større geografisk område, fx et land eller en by.

## Eksempler på indbyggerbetegnelser
Indbyggere fra et bestemt sted kaldes noget forskelligt an på, hvor de kommer fra. Her er nogle eksempler:
- En indbygger i Danmark hedder en dansker.
- En indbygger i Tyskland hedder en tysker.
- En indbygger i Ebeltoft hedder en ebeltofter.
- En indbygger i Randers hedder en randrusianer
- En indbygger i Ribe hedder en ripenser, fordi Ribe engang hed 'Ripen'.
- En indbygger i Skive hedder en skibonit.
- En indbygger i Elfenbenskysten hedder en ivorianer.
- En indbygger i Ålborg hedder en ålborgenser
- En indbygger i Århus hedder en århusianer